# Instant Crush
Instant Crush is een single van het Franse houseduo Daft Punk met de Amerikaanse zanger Julian Casablancas uit 2013. Het stond in hetzelfde jaar als vijfde track op het album Random Access Memories, waarvan het de vierde single van was, na Get Lucky, Lose Yourself to Dance en Doin' It Right.

## Achtergrond
Instant Crush is geschreven door Thomas Bangalter, Guy-Manuel de Homem-Christo en Julian Casablancas en geproduceerd door Daft Punk. De vocals en de gitaarsolo in het nummer zijn van Casablancas. In de videoclip is de zanger te zien, die in een museum staat. In de clip wordt ook het verhaal verteld over twee wassen beelden die bij elkaar willen zijn, maar dat niet kunnen. Een van die beelden heeft dezelfde gelijkenis als Casablancas. Aan het eind van de clip brandt het museum af en vallen de beelden naast elkaar, waarna ze smelten. Het nummer was vooral een hit in Franstalige gebieden; het stond in Frankrijk op de vierde plek en in Wallonië op de vijfde plek van hun respectievelijke hitlijst. In Vlaanderen kwam het tot de 23e positie, terwijl het in Nederland geen noteringen haalde.

## Cover
Het lied werd in 2015 door Natalie Imbruglia gecoverd voor haar album Male, waar het de eerste single van was. Deze versie was minder succesvol, met enkel een notering op de 150e plek van de Franse hitlijst.